# دانيال هوفمان (شاعر)
دانيال هوفمان (بالإنجليزية: Daniel Hoffman)‏ هو شاعر أمريكي، ولد في 3 أبريل 1923 في نيويورك في الولايات المتحدة، وتوفي في 30 مارس 2013 في Haverford, Pennsylvania ‏ في الولايات المتحدة.

## وصلات خارجية
- دانييل هوفمان على موقع الموسوعة البريطانية (الإنجليزية)